# Nacaduba thaumas
Nacaduba thaumas är en fjärilsart som beskrevs av Hans Fruhstorfer 1916. Nacaduba thaumas ingår i släktet Nacaduba och familjen juvelvingar. Inga underarter finns listade i Catalogue of Life.